# Independence
「Independence」（インディペンデンス）は、CHEMISTRYの33枚目のシングル。2011年8月10日、デフスターレコーズから発売。

## 解説
「Independence」について川畑曰く「一緒に寄り添ってきた時間の中で捨てきれない物が、今一度こう夢に向かって挑戦したい歩いて行きたい強い決心、お互いが前向きに歩いて行ける、凄くリスペクトし合って前に進んで行けるような凄く優しい言葉とか、気持ちが詰まっている」「独立という意味を持っていますが、10年共に歩んできた僕らCHEMISTRYのね今のリアルな想い、そういうものもしっかりと詰め込んだ作品となっています」 。タイトルは作詞の田中秀典が決定成田空港、千葉市美術館にて一部シーン撮影。人間を対象とする守護天使役にCHEMISTRY、SAYO役に浅見れいな、類役として大友陸が出演するミュージック・ビデオのディレクターは園田俊郎。
カップリングは2011年ファンクラブ・イベントで初披露した川端・堂珍それぞれのソロ楽曲。
川畑のライブ「K-HOLIC」にて初披露の「New Arrival」について「ちょっとダンスチューンな、力強いメッセージも込めてみて、韓国の作家と初めて曲を作ってみました」「（作曲のSuper Changddaiは）ミュージック・ビデオもイメージしてくれて」。タイトルは「誕生」を意味する と述べている。
堂珍のライブ「D-HOLIC」にて初披露の「悲しみシャワー」を堂珍によるギター演奏込みで収録。「人を傷つけてしまったり、傷つけられたり、それでも一生懸命生きてる主人公が歌に救われたみたいな、ロックテイストもありつつも明るく楽しくちょっと青春チックな」。1番の歌詞は百田留衣。2番は堂珍で「自分なりの言葉で書き換えたんです」 と述べている。
初回限定盤DVDは「a better tomorrow」『CHEMISTRY 2001-2011』W購入者対象プレミアムスタジオライブチケット当選者を迎えて2011年5月開催の「CHEMISTRY Premium Studio Live」の模様を収録。

## 収録曲
初回限定盤・通常盤共通
CD
1. Independence [5:01]
  - 作詞：田中秀典／作曲：大智／編曲：吉岡たく
2. New Arrival [3:17]
  - 歌：川畑要
  - 作詞：田中秀典／作曲：Super Changddai・URU／編曲：Super Changddai（슈퍼 창따이）[5]
3. 悲しみシャワー [4:15]
  - 歌：堂珍嘉邦
  - 作詞：百田留衣・堂珍嘉邦／作曲：百田留衣／編曲：堂珍嘉邦・Jin Saito・Ali

DVD
1. 「CHEMISTRY Premium Studio Live」（「TWO」・「愛しすぎて」・「キスからはじめよう」・「Once Again」・「Go Alone」）

## 購入者特典
初回限定盤／通常盤初回プレス一部店舗限定先着購入特典
CHEMISTRY・堂珍・川畑、3種の内1種ランダムに含まれるフォト・カード。一部のCHEMISTRYフォトカードに300枚中1枚サイン入り。
初回限定盤 期間限定購入特典
堂珍・川畑ソロライブツアー先行予約サイトへのアドレスリンク

## 発売日一覧
| 地域 | 情報          | 規格                               | レーベル                          |
| ---- | ------------- | ---------------------------------- | --------------------------------- |
| 日本 | 2011年8月10日 | CD+DVD／CD／デジタル・ダウンロード | デフスターレコーズ                |
| 台湾 | 2011年8月12日 | CD                                 | Sony Music Entertainment (Taiwan) |